# باول لوروا
باول لوروا (بالفرنسية: Paul Leroy)‏ هو رسام فرنسي، ولد في 27 ديسمبر 1860 في الدائرة العاشرة في باريس في فرنسا، وتوفي في 1942 في باريس في فرنسا.

## معرض صور

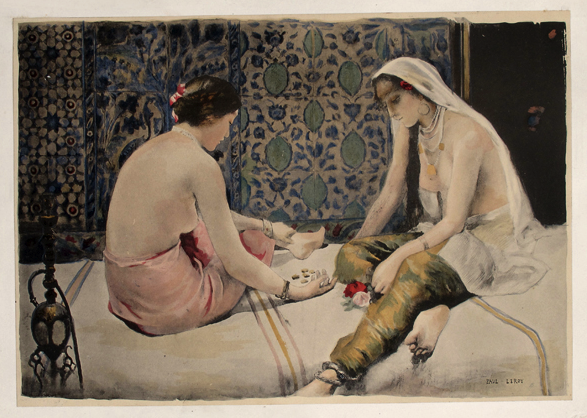
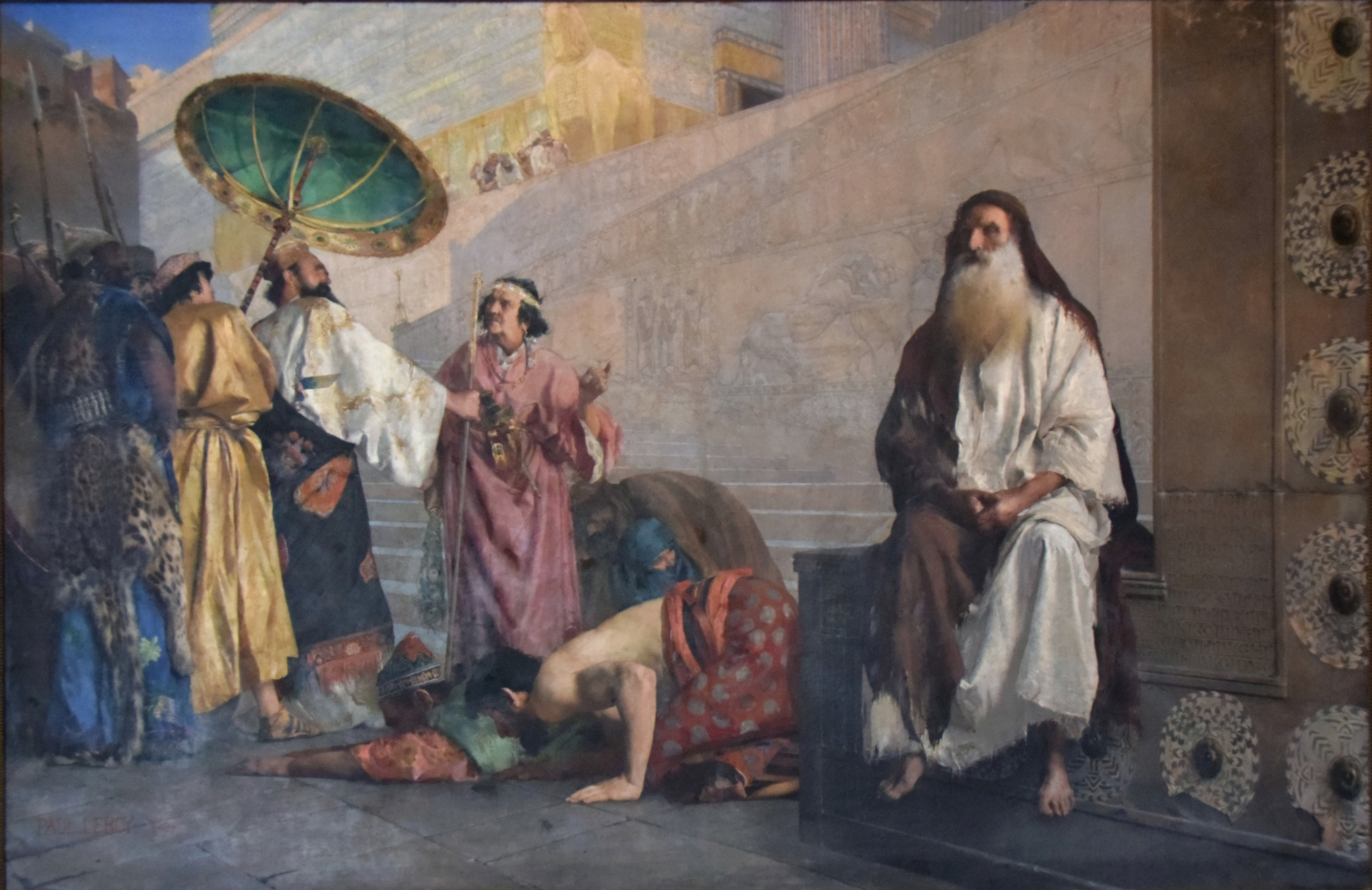
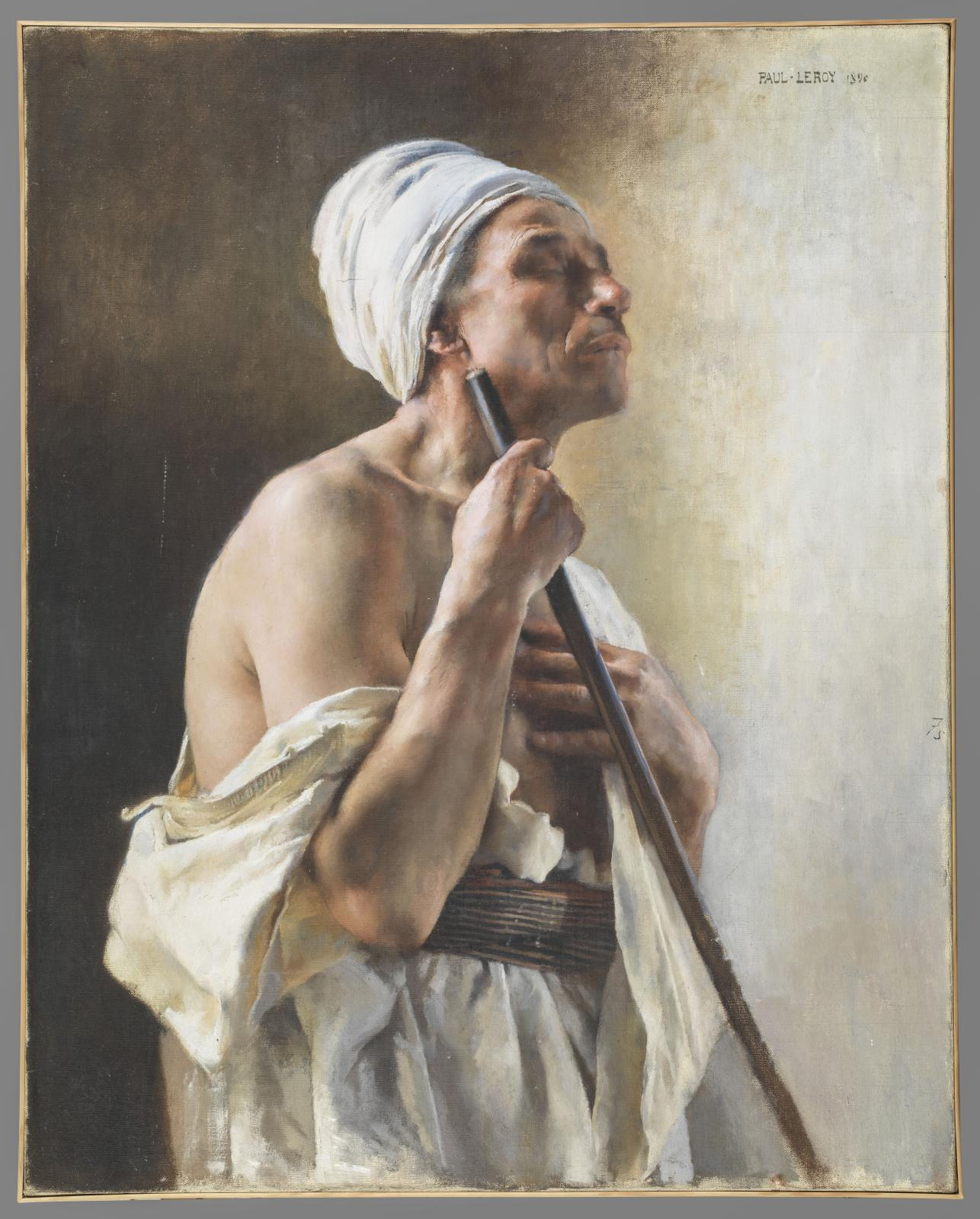